# Japanse kampioenschappen schaatsen afstanden 2020 - 1500 meter vrouwen
De 1500 meter vrouwen op de Japanse kampioenschappen schaatsen afstanden 2020 werd gereden op zondag 27 oktober 2019 in het ijsstadion Hachinohe Skating Arena in Hachinohe.

## Statistieken
| #      | Schaatser          | Tijd       |
| ------ | ------------------ | ---------- |
| Goud   | Miho Takagi        | 1.56,32 BR |
| Zilver | Nao Kodaira        | 1.58,27    |
| Brons  | Nana Takagi        | 1.59,22    |
| 4      | Yuna Onodera       | 2.00,71    |
| 5      | Nene Sakai         | 2.01,26    |
| 6      | Ayano Sato         | 2.01,29    |
| 7      | Arisa Tsujimoto    | 2.01,68    |
| 8      | Nana Takahashi     | 2.02,58    |
| 9      | Yuka Abe           | 2.02,70    |
| 10     | Maki Tsuji         | 2.02,76    |
| 11     | Sumire Kikuchi     | 2.02,77    |
| 12     | Rio Yamada         | 2.03,65    |
| 13     | Rin Kosaka         | 2.05,44    |
| 14     | Anna Suzuki        | 2.05,98    |
| 15     | Misaki Shinno      | 2.06,62    |
| 16     | Kanako Iijima      | 2.06,76    |
| 17     | Ayuri Fukuoka      | 2.07,07    |
| 18     | Kyouko Nitta       | 2.07,16    |
| 19     | Akari Hori-Shimizu | 2.07,42    |
| 20     | Marie Sawajiri     | 2.07,77    |
| 21     | Yuuna Yoshimura    | 2.07,84    |
| 22     | Maki Tabata        | 2.07,86    |
| 23     | Moe Kitahara       | 2.08,25    |
| 24     | Karuna Koyama      | 2.08,56    |
| 25     | Mitsuki Akiyama    | 2.10,12    |
| 26     | Maho Karai         | DQ         |

| Rit        | Baan   | Schaatser          | Tijd (rang)  |
| ---------- | ------ | ------------------ | ------------ |
| 1          | Binnen | Mitsuki Akiyama    | 2.10,12 (25) |
| 1          | Buiten | Anna Suzuki        | 2.05,98 (14) |
| 2          | Binnen | Karuna Koyama      | 2.08,56 (24) |
| 2          | Buiten | Misaki Shinno      | 2.06,62 (15) |
| 3          | Binnen | Marie Sawajiri     | 2.07,77 (20) |
| 3          | Buiten | Yuuna Yoshimura    | 2.07,84 (21) |
| 4          | Binnen | Kanako Iijima      | 2.06,76 (16) |
| 4          | Buiten | Moe Kitahara       | 2.08,25 (23) |
| 5          | Binnen | Maho Karai         | DQ (26)      |
| 5          | Buiten | Akari Hori-Shimizu | 2.07,42 (19) |
| 6          | Binnen | Ayuri Fukuoka      | 2.07,07 (17) |
| 6          | Buiten | Rin Kosaka         | 2.05,44 (13) |
| 7          | Binnen | Maki Tabata        | 2.07,86 (22) |
| 7          | Buiten | Kyouko Nitta       | 2.07,16 (18) |
| 8          | Binnen | Rio Yamada         | 2.03,65 (12) |
| 8          | Buiten | Arisa Tsujimoto    | 2.01,68 (7)  |
| 9          | Binnen | Sumire Kikuchi     | 2.02,77 (11) |
| 9          | Buiten | Nana Takahashi     | 2.02,58 (8)  |
| Dweilpauze |        |                    |              |
| 10         | Binnen | Maki Tsuji         | 2.02,76 (10) |
| 10         | Buiten | Yuna Onodera       | 2.00,71 (4)  |
| 11         | Binnen | Nene Sakai         | 2.01,26 (5)  |
| 11         | Buiten | Yuka Abe           | 2.02,70 (9)  |
| 12         | Binnen | Ayano Sato         | 2.01,29 (6)  |
| 12         | Buiten | Nao Kodaira        | 1.58,27 (2)  |
| 13         | Binnen | Nana Takagi        | 1.59,22 (3)  |
| 13         | Buiten | Miho Takagi        | 1.56,32 (1)  |